# Caterina Scarpellini
Caterina Scarpellini (Foligno, 29 oktober 1808 – aldaar, 28 november 1873) was een Italiaans sterrenkundige en wetenschapper.

## Biografie
Caterina Scarpellini werd in 1808 geboren in Foligno en verhuisde op 18-jarige leeftijd naar Rome. Ze werkte als assistent van haar oom, de wetenschapper Feliciano Scarpellini, in 1826 benoemd tot directeur van het astronomisch observatorium van de Universiteit Sapienza Rome, gelegen op de Campidoglio.
Ze trouwde in Rome met Erasmo Fabri, een leerling van haar oom en ook assistent van het observatorium, die de naam van zijn vrouw aan zijn achternaam toevoegde en het paar werkte zelfs na de dood van Feliciano Scarpellini verder op het astronomische station onder leiding van Ignazio Calandrelli. Ze had een solide achtergrond en een grondige kennis van het zonnestelsel en was betrokken bij de detectie van meteorologische en astronomische verschijnselen. Om de gegevens van haar onderzoek en het werk van het observatorium in de Pauselijke staat en het buitenland te verspreiden, richtte ze in 1847 samen met haar man het tijdschrift La Corrispondenza Scientifica op. In dit magazine verschenen bijdragen van verschillende Italiaanse wetenschappers, van de Koninklijke Academie van Wetenschappen in Brussel, van Engelse en Franse instituten en het was gericht op het actualiseren en coördineren van onderzoeksactiviteiten.
Scarpellini richtte in 1856 een meteorologisch station op nabij het observatorium in Rome, dat later naar haar werd genoemd. In het weerstation hield ze zich bezig met hydrometrische en hydrothermische metingen van de rivier de Tiber, die ze publiceerde in het speciale Bullettino delle osservazioni ozonometriche-meteorologiche. Uit de metingen van het ozonniveau leidde ze een omgekeerd evenredig verband af tussen de concentratie van dit gas in de lucht en de verspreiding van de cholera-epidemie in Rome in 1867.
Scarpellini documenteerde de waarneming van een grote komeet in april 1854, nu bekend als C/1854 F1, en een in juni 1861, de zonsverduistering van 1860, de passage van meteorenzwermen tussen 1861 en 1868, de aardbevingen en andere verschijnselen die in dezelfde jaren in Rome plaatsvonden. 
Voor de hoge wetenschappelijke waarde van haar studies werd ze aanvaard in de Accademia dei Georgofili in Firenze en in de Accademia dei Quiriti in Rome.  Ze ontving in 1872 de gouden medaille van de Italiaanse staat. Scarpellini overleed op 28 november van het volgende jaar.

## Nagedachtenis
In 1991 werd een inslagkrater op de planeet Venus naar haar vernoemd.
- Gemeinsame Normdatei: 117088560
- International Standard Name Identifier: 0000 0000 6142 6081
- Nationale Bibliotheek van Tsjechië: jo20231175936
- Istituto Centrale per il Catalogo Unico: LO1V172003
- SNAC: w6c12fvx
- Système universitaire de documentation: 196608317
- Virtual International Authority File: 47530810
- WorldCat: E39PBJhMqHy8bWXwjvjKdFcgKd